# Naso brevirostris
Naso brevirostris là một loài cá biển thuộc chi Naso trong họ Cá đuôi gai. Loài cá này được mô tả lần đầu tiên vào năm 1829.

## Từ nguyên
Từ định danh của loài cá này, brevirostris, trong tiếng Latinh có nghĩa là "mõm ngắn", không rõ hàm ý gì, có lẽ ám chỉ mõm của N. brevirostris ngắn hơn so với Naso unicornis.

## Phạm vi phân bố và môi trường sống
N. brevirostris có phạm vi phân bố rộng khắp Ấn Độ Dương - Thái Bình Dương. Từ Biển Đỏ, loài cá này được tìm thấy dọc theo vùng bờ biển Đông Phi, bao gồm Madagascar và những bãi cạn, quần đảo xung quanh, cũng như từ bờ biển Ấn Độ trải rộng sang vùng biển của những quần đảo ở Nam Á; ở phía đông, N. brevirostris có mặt ở khắp vùng biển các nước Đông Nam Á, Papua New Guinea và hầu hết các đảo quốc thuộc châu Đại Dương (xa nhất ở phía đông là đến quần đảo Pitcairn); phạm vi phía bắc trải dài đến quần đảo Hawaii và ngoài khơi phía nam Nhật Bản; về phía nam đến đảo Lord Howe và rạn san hô Ningaloo ở phía tây Úc; ở Đông Thái Bình Dương, N. brevirostris được ghi nhận ở quần đảo Galapagos.
N. brevirostris sống gần các rạn san hô và đá ngầm ở độ sâu khoảng 122 m trở lại, nhưng thường được quan sát ở độ sâu khoảng từ 4 đến 46 m.

## Mô tả

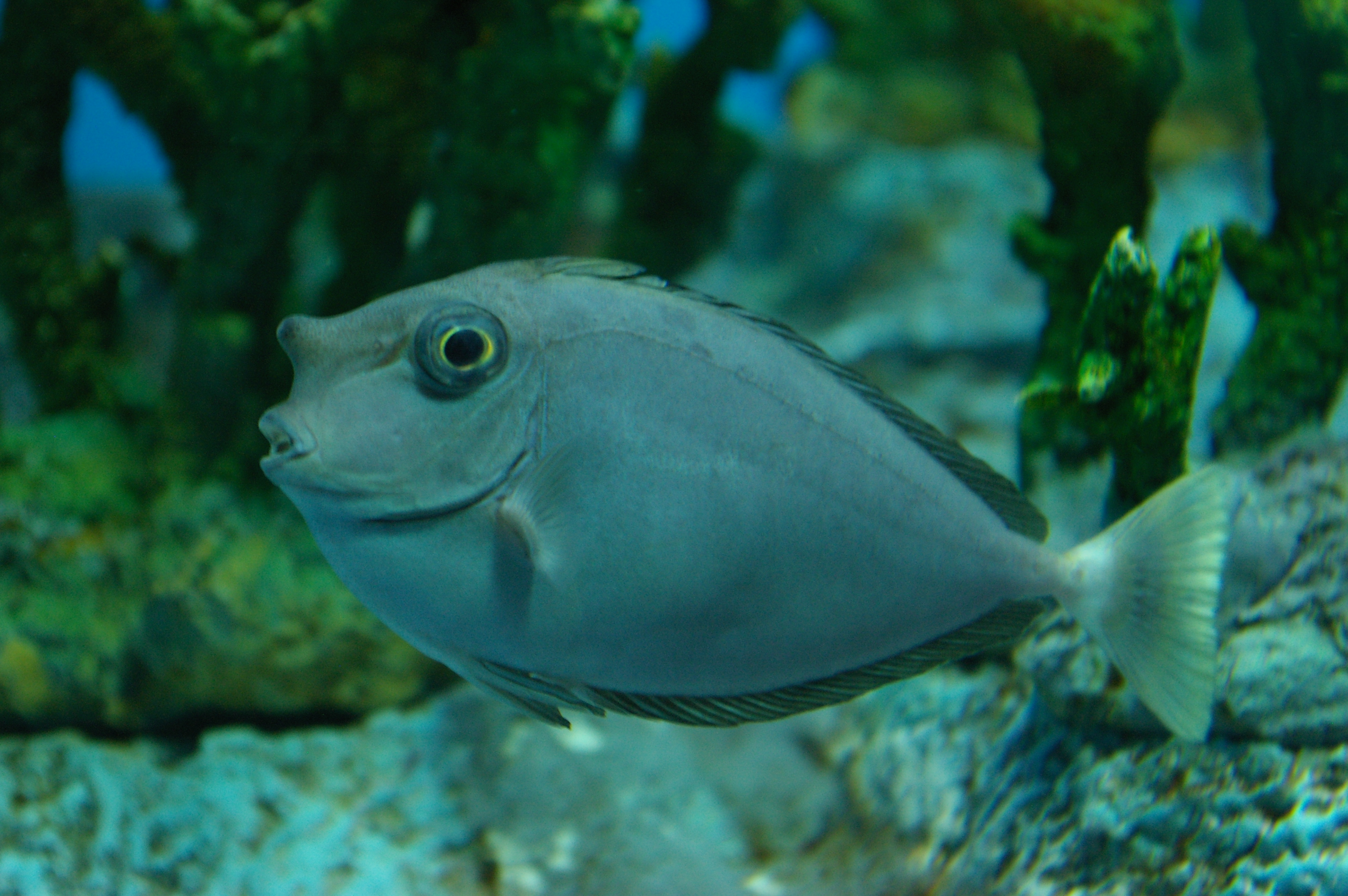
Cá con đang phát triển

Chiều dài cơ thể tối đa được ghi nhận ở N. brevirostris là 60 cm. Cá trưởng thành có một chiếc sừng mọc ở trước trán, là điểm đặc trưng của các loài Naso. Sừng ban đầu phát triển dưới dạng một cục bướu khi N. brevirostris đạt chiều dài ~10 cm. Có 2 phiến xương nhọn ở mỗi bên cuống đuôi, tạo thành ngạnh rất sắc.
N. brevirostris có màu nâu xám, thường có một vùng sáng màu ở thân trước. Ở cá trưởng thành, hai bên thân có những đường sọc dọc màu nâu sẫm, đứt đoạn thành những đốm nhỏ ở dưới bụng. Đầu cũng có các vệt cùng màu. Đuôi cụt hoặc hơi bo tròn, màu trắng với đốm tròn sẫm màu ở chính giữa.
Số gai ở vây lưng: 6; Số tia vây ở vây lưng: 27 - 29; Số gai ở vây hậu môn: 2; Số tia vây ở vây hậu môn: 27 - 29; Số tia vây ở vây ngực: 16 - 17; Số gai ở vây bụng: 1; Số tia vây ở vây bụng: 3.

## Sinh thái
Tuổi thọ lớn nhất được ghi nhận ở N. brevirostris là 25 năm. Cá con và cá gần trưởng thành ăn tảo, còn cá trưởng thành chủ yếu ăn các loài động vật phù du.
N. brevirostris thường sống thành từng nhóm nhỏ, nhưng cũng có khi chúng hợp thành đàn lớn.